# Aljaksandr Wassileuski
Aljaksandr Wassileuski (belarussisch Аляксандр Васілеўскі; * 5. Januar 1992 in Balaschicha, Russland) ist ein belarussischer Sprinter, der sich auf den 400-Meter-Lauf spezialisiert hat.

## Karriere
Erste internationale Erfahrungen sammelte Aljaksandr Wassileuski bei den IAAF World Relays 2019 in Yokohama, bei denen er mit der gemischten Staffel in 3:51,64 min in der Vorrunde ausschied. Auch bei den World Athletics Relays 2021 im polnischen Chorzów verpasste er mit neuem Landesrekord von 3:19,73 min den Finaleinzug in der Mixed-Staffel.
2020 wurde Wassileuski belarussischer Meister im 400-Meter-Lauf sowie mit der gemischten 4-mal-400-Meter-Staffel. 2020 wurde er Hallenmeister in der 4-mal-400-Meter-Staffel und 2021 siegte er über 400 Meter.

## Persönliche Bestleistungen
- 400 Meter: 46,40 s, 1. August 2020 in Minsk
  - 400 Meter (Halle): 47,84 s, 12. Februar 2021 in Mahiljou